# Kolebki
Kolebki (prononciation : [kɔˈlɛpki]) est un village polonais de la gmina de Ślesin dans le powiat de Konin de la voïvodie de Grande-Pologne dans le centre-ouest de la Pologne.
Il se situe à environ 4 kilomètres au sud-est de Ślesin (siège de la gmina), à 16 kilomètres au nord de Konin (siège du powiat) et à 98 kilomètres à l'est de Poznań (capitale régionale).
Le village possédait une population de 180 habitants en 2006.

## Histoire
De 1975 à 1998, le village faisait partie du territoire de la voïvodie de Konin.

Depuis 1999, Kolebki est situé dans la voïvodie de Grande-Pologne.